# Stefano Baccelli
Stefano Baccelli (Lucca, 16 luglio 1965) è un politico italiano, presidente della Provincia di Lucca dal 2006 al 2015.
A seguito delle elezioni regionali della Toscana del 2020, è stato nominato dal Presidente Eugenio Giani Assessore alle Infrastrutture, Trasporti, Urbanistica e pianificazione.

## Biografia
Nipote di Italico Baccelli, sindaco di Lucca dal 1960 al 1965 e figlio di Piero, anch'egli sindaco dal 1985 al 1988, è laureato in giurisprudenza, ed è capo dell'ufficio legale della Salt S.p.A..
Ha cominciato la sua attività politica nel movimento giovanile della Democrazia Cristiana, ha poi aderito al Partito Popolare Italiano e dal 2002 alla Margherita, di cui è stato coordinatore della sezione lucchese, nonché membro della direzione provinciale e regionale.
È stato eletto presidente della Provincia di Lucca nel turno elettorale del 2006 (elezioni del 28 e 29 maggio), raccogliendo il 53,3% dei voti in rappresentanza di una coalizione di centrosinistra.
Viene riconfermato presidente della provincia alle elezioni del 15 e 16 maggio 2011, raggiungendo il 54,92% dei voti.
Nelle elezioni regionali del 2015 viene eletto consigliere regionale per il Partito Democratico per la Provincia di Lucca con più di 12.000 preferenze.
Nel 2018 si candida alla Camera dei deputati per la circoscrizione Toscana nel collegio di Lucca in vista delle elezioni politiche, ma si piazza dal secondo posto dietro al candidato di centro-destra Riccardo Zucconi.